# 里斯托爾島

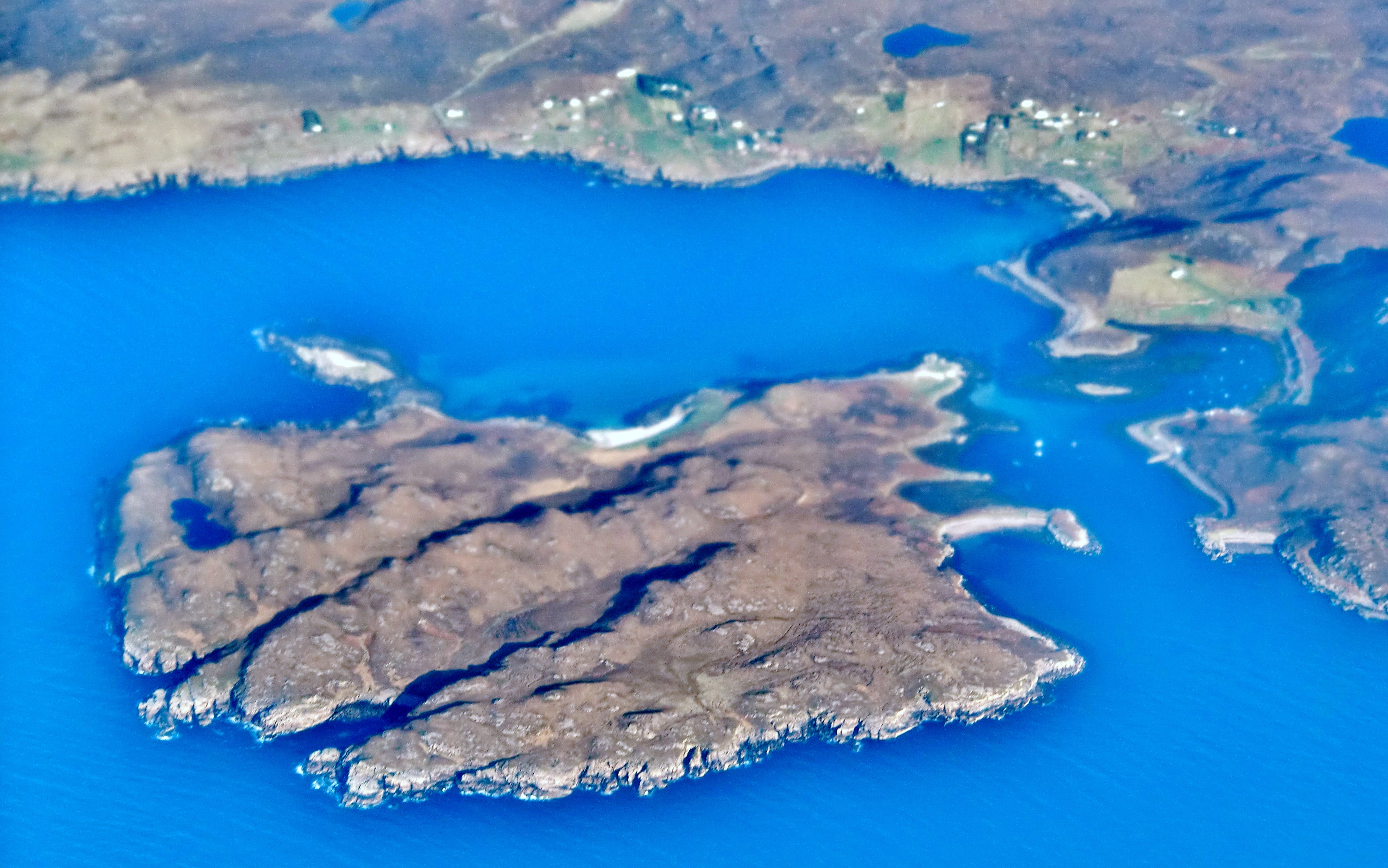

里斯托爾島是蘇格蘭的群島，位於大西洋海域，屬於薩默群島的一部分，距離阿勒浦19公里，面積2.25平方公里，最高點海拔高度71米，島上無人居住。
58°2′39″N 5°26′14″W / 58.04417°N 5.43722°W